# عطا نهایی
عطا نهایی نویسنده‌ای ایرانی است که آثار او به زبان کردی است.
نخستین رمان او به نام گل شوران توجه محافل ادبی کردی در ایران و خارج از ایران را به خود جلب کرد. عطا نهایی تم رمان گل شوران را از داستان فولکلور کردی، لاس و خزال الهام گرفت، داستان سفر انسان برای یافتن و در نهایت از دست دادن.
پیش از انتشار گل شوران، دو داستان کوتاه به نام‌های تنگانه (تنگه‌ها) در ۱۳۷۴/۱۹۹۵، و زریکه (جیغ) در ۱۳۷۲/۱۹۹۳ به چاپ رساند.
آخرین رمان او بالنده‌کانی دم با (پرندگان با باد) است که دظظر سال ۲۰۰۲ در ایران منتشر شد.

## پیشینه
عطا نهایی در سال ۱۳۳۹ در شهر بانه در استان کردستان زاده شد. وی تا کنون سه مجموعه داستان کوتاه و سه رمان به کردی سورانی نوشته‌است. جدای از این، وی آثاری از داستان نویسان ایرانی و سایر ملل را به زبان کردی ترجمه کرده است. همچنین مقلاتی را به زبان کردی در باب فن داستان‌نویسی و نقد آثار داستانی در مجلات معتبر ادبی به رشتهٔ تحریر منتشر نموده‌است. وی که رئیس مجمع علمی زبان کردی در ایران است در سال ۱۳۸۴ از سوی مرکز نشر آراس در کردستان عراق به عنوان نویسنده برتر برگزیده شد و جایزهٔ ادبی آراس به وی اهدا شد. همچنین در دوازدهمین جشنواره ادبی گلاویژ که در سال ۱۳۸۷ در سلیمانیه برگزار شد جایزه خلاقیت هه‌ردی به وی اعطا شد.

## آثار
- زریکه (جیغ)، مجموعه داستان، بانه، انتشارات ناجی، ۱۳۷۲
- ته‌نگانه (تنگنا)، مجموعه داستان، بانه، ناشر: نویسنده، ۱۴۷۴
- گولی شوران (گل شوران)، رمان، سقز، انتشارات محمدی. ۱۳۷۷
- بالنده‌کانی ده‌م با (پرنده‌های رفته در باد)، رمان، سنندج، نشر ژیار، ۱۳۸۱
- گره‌وی به‌ختی هه‌لاله (شرط بر سر سرنوشت هلاله)، سلیمانیه، نشر رنج، ۱۳۸۶

## ترجمه‌ها
عطا نهایی رمان شازده احتجاب، نوشتهٔ نویسندهٔ شهیر ایرانی، هوشنگ گلشیری، را به زبان کردی ترجمه و چاپ کرده‌است. وی همچنین کتابی از میلان کوندرا نیز به زبان کردی ترجمه نموده‌است.

## جوایز
سال ۱۳۹۹ جایزه مهرگان ادب به رُمان «آخرین روزهای زندگی هلاله» نوشته «عطا نهایی» تعلّق گرفت که «رضا کریم‌مجاور» آن را از زبان کُردی به زبان فارسی برگردانده است.